# Turban Geyser
De Turban Geyser is een geiser in het Upper Geyser Basin dat onderdeel uitmaakt van het Nationaal Park Yellowstone in de Verenigde Staten. De geiser maakt deel uit van de Grand group, waar de Grand Geyser de voornaamste geiser van is. Daarnaast maakt de Vent Geyser er deel van uit. Enkele uren voordat de Grand Geyser tot eruptie komt, komt Turban Geyser tot meerdere erupties die circa vijf minuten duren en tot een hoogte van 2 tot 3 meter komen. Tijdens de eruptie van Grand Geyser komt de eruptie van de Turban Geyser tot 6 meter hoogte.
De Turban Geyser is vernoemd naar de tulband.